# Show by Rock!!
Show By Rock!! (ショウ・バイ・ロック!!, Shō Bai Rokku!!) (também conhecido como SHOW BY ROCK!! Gonna be a Music Millionaire!) é um jogo electrónico desenvolvido por Geechs, oficialmente baseado nos personagens criados e produzidos em 2013 pela Sanrio. É a primeira obra de personagens da Sanrio destinado para homens mais velhos e adultos, ao contrário do público feminino infantil principal. O jogo foi lançado dia 30 de julho de 2013 para a plataforma IOS e 27 de junho de 2014 para dispositivos Android. Uma adaptação em anime foi produzida e estreará no Japão entre abril de 2015 no canal Tokyo MX, e será o primeiro anime na madrugada, baseado em um personagem ou franquia da Sanrio.

## Jogabilidade
O jogo é sobre ritmos, com alguns elementos que podem elevar os jogos de simulação. Os jogadores podem escolher 30 bandas diferentes, cada um com seu próprio estilo de música e usar cartas especiais para cada jogo. O jogador pode tocar mais de 40 músicas oficiais desde o início do jogo, e só pode usar até seis cartas por alavanca. Como ele limpa cada etapa, o nível do jogador vai aumentado e ganha acesso a mais músicas e conteúdo. Várias canções especiais também podem ser jogadas durante batalhas contra chefões.

## Enredo
O jogo se passa na cidade de Tóquio Midi, um lugar onde aqueles que comandam a música controlam tudo e seus habitantes chamados Mumons formam faixas para reproduzir música e competir com outras bandas para estar no topo. Uma das habitantes da cidade chamada Cyan, uma catgirl branca com roupas Gothic Lolita, sonha em se tornar música de um dia pro outro e criar a melhor banda musical da cidade. Um dia, ela é observada por Maple Arisugawa, o presidente de uma agência de música que a convida para a empresa.  Lá ela conhece ChuChu, uma honorável aluna rabbit girl roxa, Retoree, uma dog girl geek da net  e Moa, uma sheep girl rosa-negra cósmica. Juntas, e todas elas formam uma banda chamada Plasmagica, enfrentam e tocam juntas no cenário musical e elas pretendem ser a melhor banda musical de toda a Cidade Midi.

## Personagens
As personagens de Show by Rock!! estão organizadas em grupos musicais.
Plasmagica
A banda inicial no começo do jogo electrónico, é composta por quatro membros que se reuniram por causa de Maple Arisugawa. Cyan tem esperança que sua banda possa ser a melhor na Indústria Musical e consiga alcançar seus objectivos. Elas também são o grupo de destaque no anime Show by Rock!!.
- Cyan (シアン, Shian) (Dublada por Eri Inagawa) – Guitarrista e vocalista – uma catgirl branca que usa roupas Gothic Lolita com meias listradas. Ela sonhava em se tornar a melhor estrela musical internacionalmente até que ela se depara com uma guitarra misteriosa chamada Strawberry Heart. Não sabendo que é um instrumento lendário, ela é observada por Maple e decide que ela vai fazer parte da banda. Na forma humana, ela tem o cabelo preto e as duas orelhas de gato e um rabo de gato longo.
- ChuChu (チュチュ, Chuchu) (Dublada por Sumire Uesaka) – Guitarrista e vocalista - uma rabbit girl que se veste com roupas pretas. É uma aluna honorável na escola onde estudava, ela é bastante educada, e sociável. No entanto, ela pode ser arrogante em determinadas situações. Ela toca a guitarra Antique Batman, que é seu instrumento valioso. Na forma humana, ela tem o cabelo rosa, orelhas de coelho branca e uma cauda.
- Retoree (レトリー, Retorī) (Dublada por Eri Kitamura (Jogo), Manami Numakura (Anime) – Baixista e vocalista – uma dog girl que tem longas orelhas e usa uma fita em seu cabelo loiro. Ela é a garota inteligente do grupo e usa seu smartphone sempre, ela é um pouco tímida e pouco sociável. Ela usa a guitarra Blue Station como seu principal instrumento. Na forma humana, seus longos cabelos loiros ficam amarrados em forma de rabo de cavalo.
- Moa (モア, Moa) (Dublada por Ayane Sakura) – Baterista e vocalista – uma sheep-girl rosa negra com chifres amarelos, ela é descrita como uma alienígena que veio do espaço sideral. Ela veio à Terra para investigar, até que ela é convidada para entrar na banda. Ela sempre termina seus discursos com "Pyuru~" (ぴゅる〜, Pyuru〜) e toca com a banda usando a bateria Super Cosmo. Na forma humana, ela tem o cabelo rosa encaracolado, chifres amarelos, orelhas pretas e uma cauda preta curta.

Shingan Crimsonz
A segunda banda principal do jogo, classificada como uma banda Visual kei. Assim como a banda Plasmagica, eles também têm como objectivo tornar-se a melhor banda de todas da cidade Midi.
- Crow (クロウ, Kurō) (Dublada por Kishō Taniyama) – Vocalista e guitarrista.
- Aion (アイオーン, Aiōn) (Dublada por Junichi Yanagida) – Guitarrista.
- Yaiba (ヤイバ, Yaiba) (Dublada por Mitsuhiro Ichiki) – Baixista.
- Rom (ロム, Romu) (Dublada por Teruyuki Tanzawa) – Baterista.

Trichronika
- Shu Zo (シュウ☆ゾー, Shū Zō) (Dublada por Kasuya Daisuke (Jogo), Mamoru Miyano (Anime)
- Kai (カイ, Kai) (Dublada por Ryota Ohsaka)
- Riku (リク, Riku) (Dublada por Ayumu Murase)

Tsurezurenaru Ayatsuri Mugendan
- Un (吽) (Dublada por Saori Hayami)
- A (阿) (Dublada por Eriko Matsui)
- Daru Tayu (ダル太夫, Daru Tayū) (Dublada por Megumi Han)

Outras bandas
- Alicebeans
- Baiganba V
- Chammychaplets
- Demonsvenom
- Dollydolci
- Dropout Sensei
- Gaugastrikes
- Labomunch
- Ninjinriot
- Rapezziauto
- Shinimonogurui
- Shizuku Secretmind
- StuddoBan Gyasshu
- Uwasanopetals

## Mídia

### Jogo electrónico
O jogo foi primeiramente revelado pela Sanrio no site oficial do jogo e foi lançado dia 30 de julho de 2013 para dispositivos iOS e mais tarde para dispositivos Android dia 27 de junho de 2014. O director chefe da Sanrio da License Business Akito Sasaki disse em uma exposição de licenciamento que a razão para a distância artística do jogo de estilo habitual da Sanrio é porque ele é voltado para meninos. Vários vídeos promocionais também foram divulgadas para o jogo, e foram enviados para a conta oficial no YouTube da Sanrio.

### Anime
A adaptação em anime do jogo foi anunciada para estrear em 2015. Um vídeo de apresentação e o site oficial revelaram mais informações sobre a premissa da série em um evento ao vivo no Niconico e na Sanrio Expo dia 8 de setembro de 2014, com tanto Furyu e a Sanrio terem estabelecido um comitê de produção para o próximo anime.
Shimomura da Sanrio comentou que a "Sanrio tem como alvo o público masculino que gostam de anime e jogos, um grupo demográfico que não visaram, até agora, a fim de desenvolver o marketing cross-media através de jogos, anime, e redes sociais." Eri Inagawa, a dubladora da Cyan, comentou que "Esta tem sido uma adaptação de anime muito aguardada. Eu estou tão feliz que eu poderia chorar." O segundo PV foi revelado no evento NicoNico ao vivo dia 24 de outubro de 2014, apresentando a segunda banda Shingan CrimsonZ. O terceiro PV foi revelado entre 28 de novembro de 2014, e confirmou que o anime terá uma história original, ao contrário do jogo.